# François Guin
François Guin est un tromboniste et chef d'orchestre français. Il tient pendant quelques décennies une place remarquée sur la scène jazz française.

## Biographie
Il découvre le jazz au cours de ses études au lycée puis joue de la trompette avec Marc Laferrière en 1957. Il change ensuite d'instrument et opte pour le trombone en 1958.
De 1959 à 1962, Guin intègre le groupe du tromboniste Raymond Fonsèque tout en collaborant avec d'autres musiciens comme le chef d'orchestre Jacques Hélian, le pianistes-orchestrateurs-compositeurs Christian Chevallier, Jean-Claude Petit et Daniel Janin.
Le septette des Trombones Incorporated de Fonsèque change de nom lorsqu'il est repris en 1967 par François Guin pour devenir les Four Bones. L'année suivante, Guin forme un nouveau groupe Les Swingers avec Gérard Badini (ts/cl), Xavier Chambon (tp), Gérard Gambus (p), Ricardo Galeazzi (cb) et Teddy Martin (dr/violon) d'abord, ensuite avec François Biensan (tp), Marc Richard (cl/as), Jean Colombo (p), Patrice Caratini (cb) et Franco Manzecchi (dr) à partir de 1973. Avec Les Swingers, il se produit régulièrement au club St Germain à Paris. Il participe aussi cette année-là à des enregistrements de Michel Legrand.
Il participe au grand orchestre du pianiste Duke Ellington en 1969 lors du Paris Jazz Festival. Il enregistre des albums avec le saxophoniste Paul Gonsalves, les trompettistes Cat Anderson et Bill Coleman, le saxophoniste ténor Guy Lafitte ou encore dans l'orchestre du musicien Claude Bolling dans les années 1980.
François Guin participe à de grands festivals de jazz comme celui d'Antibes où il accompagne Roy Eldridge avec son orchestre, de Varsovie, Prague ou encore à Montreux jouant dans les grands orchestres du trompettiste américain Clark Terry et de celui du musicien et saxophoniste Gerry Mulligan. Au cours de sa carrière il a collaboré avec de grands musiciens américains comme Ray Charles, Lionel Hampton, Joe Newman, Dizzy Gillespie ou Tony Scott.
Actif sur la scène jazz dans les années 1980 et 1990 avec le quartet Four Bones, il est également enseignant au conservatoire de Chateauroux entre 1985 et 1997.

## Style
À propos de François Guin, l'auteur Jacques Aboucaya écrit qu'il est un « arrangeur recherché, soliste au son puissant et au phrasé délié ».

## Récompenses et distinctions
Il obtient en 1970 le Prix Django-Reinhardt qui récompense le musicien de jazz de l’année. Il est également remarqué cette année-là par la revue Jazz Hot en tant que meilleur tromboniste français.
Il est nommé en 2006 chevalier dans l'ordre des Arts et des Lettres.